# David Batchelor
David Batchelor (* 17. Juli 1955 in Dundee, Schottland) ist ein schottischer Künstler und Autor.

## Leben
Batchelor studierte in den Jahren 1975 bis 1978 Kunst am Trent Polytechnic in Nottingham, England und danach in den Jahren 1988 bis 1980 Kulturtheorie am Centre for Contemporary Cultural Studies der Birmingham University. Er veröffentlichte bisher (2017) drei Bücher über Farben und war Autor verschiedener Beiträge in Zeitschriften wie Artscribe, Frieze und Artforum. In den Jahren von 2002 bis 2005 war Batchelor Mitglied des Beirats für Programm und Entwicklung bei Tate Britain in London. Batchelor ist heute am Royal College of Art in London in der Abteilung Kuratur Zeitgenössischer Kunst Privatdozent.
Batchelor verwendet für seine Lichtinstallationen (Lightbox) oft Gegenstände, die er in London auf der Straße als Sperrmüll findet oder die von der Industrie zum Schrott gegeben wurden. Diese Teile formt er in Rahmen um, welche dann Neonlichter, entsorgte Reklameleuchten etc. enthalten.
Sein älterer Bruder ist der Autor und Buddhist Stephen Batchelor.

## Ausstellungen (Auswahl)
- British Art Show im Scottish National Gallery of Modern Art (SNGMA) in Edinburgh, Schottland
- Days Like These: Tate Triennial of Contemporary Art, Tate Britain, London
- Extreme Abstraction in der Albright-Knox Art Gallery in Buffalo, New York
- 2008: Color chart: Reinventing Color, 1950 to Today, Museum of Modern Art, New York
- 2009: in Tate Liverpool mit dem Titel in englischer Schreibung colour statt color
- 2008: Folkestone Triennial, Folkestone, Kent, England
- 2010: Open Light in Private Spaces, in Unna während der Biennale für Internationale Lichtkunst im Rahmen der Kulturhauptstadt Ruhr.2010
- 2010: The Gathering, Longside Gallery, Yorkshire Sculpture Park
- 2011: The Shape of Things to Come. New Sculpture, Saatchi Gallery, London

## Veröffentlichungen
- 2010: Found Monochromes. Ridinghouse, London.
- 2008: als Herausgeber: Colour. Whitechapel, London/MIT Press, Cambridge, Massachusetts zur Ausstellung in New York und Liverpool, ISBN 978-0-262524810.
- 2000: Chromophobia. Reaktion Books, London ISBN 1-86189-074-5.
  - 2004: deutsch: Chromophobie: Angst vor der Farbe. 2. Auflage. übersetzt von Michael Huter, ISBN 3-85114-870-3.